# Diane Kruger
Diane Kruger (født Diane Heidkrüger: 15. juli 1976 i Algermissen, Tyskland) er en tysk filmskuespiller og tidligere model. Kruger har spillet med i flere store Hollywood-produktioner, bl.a. Wolfgang Petersens Troy fra 2004 og Quentin Tarantinos Inglourious Basterds fra 2009.

## Filmografi
- 24 hours - Le Mans (2003)
- Troy (2004)
- National Treasure (2004)
- Farvel Bafana (2007)
- National Treasure: Book of Secrets (2007)
- Pour elle (2008)
- Inglourious Basterds (2009)
- Mr. Nobody (2009)